# Lijst van voetbalinterlands Estland - Ierland
Deze lijst van voetbalinterlands is een overzicht van alle officiële voetbalwedstrijden tussen de nationale teams van Estland en Ierland. De landen hebben tot op heden vier keer tegen elkaar gespeeld. De eerste ontmoeting, een kwalificatiewedstrijd voor het Wereldkampioenschap voetbal 2002, werd gespeeld in Dublin op 11 oktober 2000. Het laatste duel, een kwalificatiewedstrijd voor het Europees kampioenschap voetbal 2012, vond plaats op 15 november 2011 in de Ierse hoofdstad.

## Wedstrijden
| № | Plaats  | Datum            | Competitie           | Wedstrijd         | Uitslag |
| - | ------- | ---------------- | -------------------- | ----------------- | ------- |
| 1 | Dublin  | 11 oktober 2000  | WK 2002 kwalificatie | Ierland − Estland | 2 − 0   |
| 2 | Tallinn | 6 juni 2001      | WK 2002 kwalificatie | Estland − Ierland | 0 − 2   |
| 3 | Tallinn | 11 november 2011 | EK 2012 kwalificatie | Estland − Ierland | 0 − 4   |
| 4 | Dublin  | 15 november 2011 | EK 2012 kwalificatie | Ierland − Estland | 1 − 1   |

## Samenvatting
| Competitie      | Totaal gespeeld | Winst Estland | Gelijk | Winst Ierland | Doelsaldo Estland – Ierland |
| --------------- | --------------- | ------------- | ------ | ------------- | --------------------------- |
| WK-kwalificatie | 2               | 0             | 0      | 2             | 0 − 4                       |
| EK-kwalificatie | 2               | 0             | 1      | 1             | 1 − 5                       |
| Totaal          | 4               | 0             | 1      | 3             | 1 − 9                       |

Wedstrijden bepaald door strafschoppen worden, in lijn met de FIFA, als een gelijkspel gerekend.

## Details

### Eerste ontmoeting
| WK 2002 kwalificatie (Dublin, Ierland, 11 oktober 2000):                                                                                            |              | |
| Ierland | 2 – 0        | Estland |
| Mark Kinsella 25' Richard Dunne 50' | goals        | |
| Mick McCarthy | bondscoach   | Tarmo Rüütli |
| Alan Kelly Stephen Carr Richard Dunne Gary Breen Ian Harte Roy Keane Jason McAteer 46' Mark Kinsella Kevin Kilbane 88' Niall Quinn Robbie Keane 88' | opstellingen | Mart Poom Marek Lemsalu Andrei Stepanov 68' Kristen Viikmäe Teet Allas Erko Saviauk Sergei Terehhov Andres Oper Aivar Anniste Martin Reim 68' Indrek Zelinski |
| Damien Duff 46' Steve Finnan 88' Dominic Foley 88'                                                                                                  | wissels      | 68' Kert Haavistu 68' Dmitri Ustritski |

### Tweede ontmoeting
| WK 2002 kwalificatie (Tallinn, Estland, 6 juni 2001): |       |                                   |
| Estland                                               | 0 – 2 | Ierland                           |
|                                                       | goals | 8' Richard Dunne 39' Matt Holland |

### Derde ontmoeting
| EK 2012 kwalificatie (play-offs) (Tallinn, Estland, 11 november 2011): |       |                                                                                 |
| Estland                                                                | 0 – 4 | Ierland                                                                         |
|                                                                        | goals | 13' Keith Andrews 67' Jonathan Walters 71' Robbie Keane 88' (pen.) Robbie Keane |

### Vierde ontmoeting
| EK 2012 kwalificatie (play-offs) (Dublin, Ierland, 15 november 2011): |       |                          |
| Ierland                                                               | 1 – 1 | Estland                  |
| Stephen Ward 32'                                                      | goals | 57' Konstantin Vassiljev |

EJL · A-internationals · Bondscoaches · Statistieken · Estisch vrouwenelftal · Olympisch elftal · Estland U21 · Estland U20 · Estland U19 · Estland U18 · Estland U17 · Estland U16
1920 – 1929 ·
1930 – 1939 ·
1940 – 1949 ·
1950 – 1990 · 
1990 – 1999 ·
2000 – 2009 ·
2010 – 2019 ·
2020 − 2029
OS 1924
1920 ·
1921 ·
1922 ·
1923 ·
1924 ·
1925 ·
1926 ·
1927 ·
1928 ·
1929 · 
1930 · 
1931 · 
1932 · 
1933 · 
1934 · 
1935 · 
1936 · 
1937 · 
1938 · 
1939 · 
1940 · 
1941 · 
1942 · 
1943 · 1944 · 
1945 · 
1946 · 
1947 · 
1948 · 
1949 · 
1950 – 1990 · 
1991 · 
1992 · 
1993 · 
1994 · 
1995 · 
1996 · 
1997 · 
1998 · 
1999 · 
2000 · 
2001 · 
2002 · 
2003 · 
2004 · 
2005 · 
2006 · 
2007 · 
2008 · 
2009 · 
2010 · 
2011 · 
2012 · 
2013 · 
2014 · 
2015 · 
2016 ·
2017 ·
2018 ·
2019 ·
2020
Albanië ·
Andorra ·
Angola ·
Antigua en Barbuda ·
Argentinië ·
Armenië ·
Azerbeidzjan ·
België ·
Bosnië-Herzegovina ·
Brazilië ·
Bulgarije ·
Canada ·
Chili ·
China ·
Cyprus ·
Denemarken ·
Duitsland ·
Ecuador ·
Egypte ·
El Salvador ·
Engeland ·
Equatoriaal-Guinea ·
Faeröer ·
Fiji ·
Filipijnen ·
Finland ·
Frankrijk ·
Georgië · 
Gibraltar ·
Griekenland ·
Hongarije ·
Hongkong ·
Ierland ·
IJsland ·
Indonesië ·
Irak ·
Israël ·
Italië ·
Jordanië ·
Kazachstan ·
Kirgizië ·
Kroatië ·
Letland ·
Libanon ·
Liechtenstein ·
Litouwen ·
Luxemburg ·
Malta ·
Marokko ·
Mexico ·
Moldavië ·
Montenegro ·
Nederland ·
Nieuw-Caledonië ·
Nieuw-Zeeland ·
Noord-Ierland ·
Noord-Macedonië ·
Noorwegen ·
Oekraïne ·
Oezbekistan ·
Oman ·
Oostenrijk ·
Polen ·
Portugal ·
Qatar ·
Roemenië ·
Rusland ·
Saint Kitts en Nevis ·
San Marino ·
Saoedi-Arabië ·
Schotland ·
Servië ·
Slovenië ·
Slowakije · 
Spanje ·
Tadzjikistan ·
Thailand ·
Trinidad en Tobago ·
Tsjechië ·
Turkije ·
Turkmenistan ·
Uruguay ·
Vanuatu ·
Venezuela ·
Verenigde Arabische Emiraten ·
Verenigde Staten ·
Vietnam ·
Wales ·
Wit-Rusland ·
Zweden ·
Zwitserland
FAI · A-internationals · Bondscoaches · Statistieken · Iers vrouwenelftal · Olympisch elftal · Ierland U21 · Ierland U20 · Ierland U19 · Ierland U18 · Ierland U17 · Ierland U16 · Vrouwen U17
1924 – 1929 ·
1930 – 1939 ·
1940 – 1949 ·
1950 – 1959 ·
1960 – 1969 ·
1970 – 1979 ·
1980 – 1989 ·
1990 – 1999 ·
2000 – 2009 ·
2010 – 2019 ·
2020 − 2029
EK 1988 · 
EK 2012 · 
EK 2016
WK 1990 · 
WK 1994 · 
WK 2002
1924 · 
1925 · 
1926 · 
1927 · 
1928 · 
1929 · 
1930 · 
1931 · 
1932 · 
1933 · 
1934 · 
1935 · 
1936 · 
1937 · 
1938 · 
1939 · 
1940 · 1941 · 1942 · 1943 · 1944 · 1945 · 
1946 · 
1947 · 
1948 · 
1949 · 
1950 · 
1951 · 
1952 · 
1953 · 
1954 · 
1955 · 
1956 · 
1957 · 
1958 · 
1959 · 
1960 · 
1961 · 
1962 · 
1963 · 
1964 · 
1965 · 
1966 · 
1967 · 
1968 · 
1969 · 
1970 · 
1971 · 
1972 · 
1973 · 
1974 · 
1975 · 
1976 · 
1977 · 
1978 · 
1979 · 
1980 · 
1981 · 
1982 · 
1983 · 
1984 · 
1985 · 
1986 · 
1987 · 
1988 · 
1989 · 
1990 · 
1991 · 
1992 · 
1993 · 
1994 · 
1995 · 
1996 · 
1997 · 
1998 · 
1999 · 
2000 · 
2001 · 
2002 · 
2003 · 
2004 · 
2005 · 
2006 · 
2007 · 
2008 · 
2009 · 
2010 · 
2011 · 
2012 · 
2013 · 
2014 · 
2015 ·
2016 ·
2017 ·
2018 ·
2019 ·
2020 ·
2021
Albanië ·
Algerije ·
Andorra ·
Argentinië ·
Armenië ·
Australië ·
Azerbeidzjan ·
België ·
Bolivia ·
Bosnië en Herzegovina ·
Brazilië ·
Bulgarije ·
Canada ·
Chili ·
China ·
Colombia ·
Costa Rica ·
Cyprus ·
Denemarken ·
Duitsland ·
Ecuador ·
Egypte ·
Engeland ·
Estland ·
Faeröer ·
Finland ·
Frankrijk ·
Georgië ·
Gibraltar ·
Griekenland ·
Hongarije ·
IJsland ·
Iran ·
Israël ·
Italië ·
Jamaica ·
Joegoslavië ·
Kameroen ·
Kazachstan ·
Kroatië ·
Letland ·
Liechtenstein ·
Litouwen ·
Luxemburg ·
Malta ·
Marokko ·
Mexico ·
Moldavië ·
Montenegro ·
Nederland ·
Nieuw-Zeeland ·
Nigeria ·
Noord-Ierland ·
Noord-Macedonië ·
Noorwegen ·
Oekraïne ·
Oman ·
Oostenrijk ·
Paraguay ·
Polen ·
Portugal ·
Qatar ·
Roemenië ·
Rusland ·
San Marino ·
Saoedi-Arabië ·
Schotland ·
Servië ·
Slowakije ·
Sovjet-Unie ·
Spanje ·
Trinidad en Tobago ·
Tsjechië ·
Tsjecho-Slowakije ·
Tunesië ·
Turkije ·
Uruguay ·
Verenigde Staten ·
Wales ·
Wit-Rusland ·
Zuid-Afrika ·
Zweden ·
Zwitserland
België (2016) · 
Italië (2012) · 
Kroatië (2012) · 
Spanje (2012) · 
Zweden (2016)